# Kirchheimer Zent

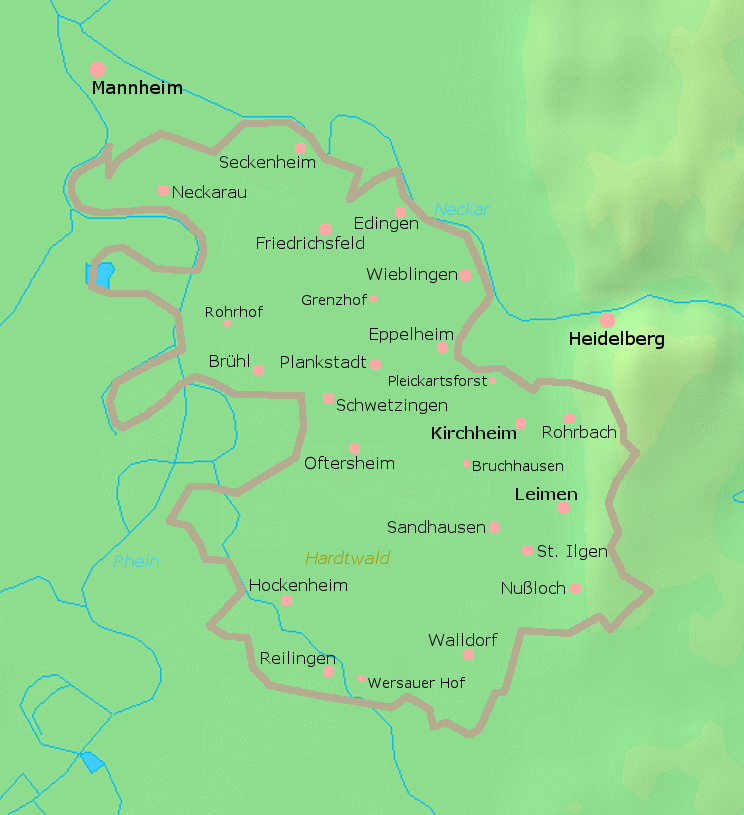
Kirchheimer Zent 1800

Die Kirchheimer Zent, selten auch Rohrbacher Zent oder Leimener Zent, war eine Verwaltungseinheit und ein Gerichtsbezirk der Kurpfalz. Sie umfasste weitgehend die Orte in der Rheinebene südlich des Neckars zwischen Mannheim und Heidelberg, die, soweit sie nicht eingemeindet wurden, heute alle dem Rhein-Neckar-Kreis angehören. Der Sitz des Zentgerichts war zunächst in Kirchheim. Später wurde er nach Leimen verlegt.
Die Zent diente als Verbindung zwischen der Regierung und den Dörfern. Sie forderte Fronen und Geleite, rekrutierte Soldaten für Kriege und erhob Abgaben. Das Zentgericht war das höchste ländliche Gericht und stand über den Dorfgerichten. Zuständig war es für die Rüge- und Blutgerichtsbarkeit.

## Geschichte
Die Herkunft der Zent ist in der Forschung umstrittenen, sie existierte aber bereits im Lobdengau. Von diesem gelangte sie im 13. Jahrhundert an den Pfalzgrafen bei Rhein. Die Kirchheimer Zent wurde, im Gegensatz zu den Nachbarzenten, erst relativ spät urkundlich erwähnt. 1464 wird erstmals ein zentgrefen zu Leymheim genannt und 1468 wird die zent zu Kirchen erwähnt. Kirchheim war bis etwa zur Mitte des 15. Jahrhunderts Sitz des Zehntgerichts, dann wurde es nach Leimen verlegt. Zum teilweise parallel genutzten Begriff Rohrbacher Zent gibt es Vermutungen, dass dies auf den Wohnort des Zentgrafen anspielte. Der Name Leimener Zent wurde erst im 18. Jahrhundert üblich. Kurfürst Friedrich I. ordnete im 15. Jahrhundert die Verwaltung neu und schuf das Oberamt Heidelberg, dem die Kirchheimer Zent untergeordnet wurde. Mit dem Ende der Kurpfalz 1803 wurde auch die Zent aufgelöst.

## Orte
Die Zugehörigkeit der Orte zur Kirchheimer Zent änderte sich entsprechend dem territorialen Zuschnitt der Kurpfalz. Im Wesentlichen wurde der spätere Umfang bereits im 13. Jahrhundert erreicht. Von wenigen Ausnahmen abgesehen, übte die Kurpfalz auch bereits seit dieser Zeit die jeweilige Ortsherrschaft aus. Hockenheim und Reilingen gehörten von 1410 bis 1470 zu den Wittelsbacher Nebenlinien Pfalz-Mosbach und Pfalz-Zweibrücken-Veldenz. Mannheim war bis zu seiner Stadterhebung 1606 ebenfalls Teil der Zent.
Im Jahr 1800 gehörten zur Kirchheimer Zent 19 Ortschaften und 5 Höfe sowie der Schwetzinger Hardtwald.
Orte: Brühl, Edingen, Eppelheim, Friedrichsfeld, Hockenheim, Kirchheim, Leimen, Neckarau, Nußloch, Oftersheim, Plankstadt, Reilingen, Rohrbach, Sandhausen, Schwetzingen, Seckenheim, St. Ilgen, Walldorf und Wieblingen.
Höfe: Bruchhausen, Grenzhof, Pleikartsförster Hof, Rohrhof und Wersauer Hof.